# Ellsworth Kelly
Ellsworth Kelly (Newburgh, Nova York, 31 de maig de 1923 - Spencertown, Nova York, 27 de desembre de 2015) fou un pintor i escultor nord-americà associat amb l'escola minimalista. Moltes de les seves pintures consisteixen en un sol color (normalment lluminós), a vegades sobre teles de forma irregular. És el principal representant del moviment Hard edge.

## Formació
Kelly va estudiar en una època on començà a prendre força un sistema pedagògic que animava als alumnes a desenvolupar la seva imaginació artística, Malgrat les reticències dels seus pares, per recomanació d'un professor, Kelly va iniciar estudis artístics. Com que els seus pares només estaven disposats a pagar a canvi d'una formació tècnica, Kelly va estudiar a l'institut Pratt de Brooklyn entre 1941 i 1943, quan va iniciar el servei militar.
Kelly fou mobilitzat per la Segona Guerra Mundial i va formar part, junt a altres artistes i dissenyadors, d'una unitat coneguda com l'exèrcit fantasma, dedicat a confondre les forces de l'Eix sobre la posició dels aliats amb tancs inflables i altres elements de camuflatge. Kelly va servir a l'exèrcit fins al final de la fase europea del conflicte bèl·lic, i un cop acabada la guerra es va servir de la legislació de recol·locació dels soldats (la G.I. Bill of Rights, Servicemen's Readjustment Act) per estudiar a l'escola del museu de Belles Arts de Boston. Allà hi romangué entre 1946 i 1947, i després va ingressar a l'École Nationale Supérieure des Beaux-Arts de París. Allà va conèixer John Cage i Merce Cunningham, Jean Arp i Constantin Brâncuşi, i les visites als tallers d'artistes com Alberto Magnelli, Francis Picabia, Alberto Giacometti o Georges Vantongerloo exercí una influència notable en el seu desenvolupament artístic i estètic.

## Carrera artística
Mentre estava a París, Kelly va realitzar pintura figurativa fins al maig de 1949, quan es va iniciar en el treball abstracte. A partir de l'observacio de com la llum es dispersa a la superfície de l'aigua, va pintar Seine (1950), i dos anys després va iniciar una sèrie de vuit collages titulada Spectrum Colors Arranged by Chance I to VIII. Kelly elaborà l'obra emprant trossets de paper numerats, cadascun fent referència a un color i a una tonalitat (entre 18 diferents), que serien col·locats en una quadrícula de 40 polzades de costat.
La seva primera exposició en solitari va tenir lloc a la Galeria Arnaud de París l'any 1951. L'any següent, Kelly descobria les obres tardanes de Claude Monet, les quals exerciren certa influència en la seva expressió pictòrica. Kelly va iniciar treballs en grans formats tot explorant l'ús de sèries i pintures monocromes, passant a dedicar-se en exclusiva a la pintura abstracta.
L'any 1954, Kelly va tornar als Estats Units, i el 1956 inaugurava la seva primera exposició individual a Nova York, a la Betty Parsons' Gallery, on presentà un art que esdevingué força popular en tant que de caràcter marcadament europeu, essent una mena de pont entre l'abstracció geomètrica americana més pròpia dels anys 30 i el treball minimalista i reduccionista dels anys 60 i 70.
Durant els anys 60 va començar a treballar amb teles de format irregular, tot creant obres com Yellow Piece (1966), on es redefineix la relació entre l'obra i el seu entorn. Als anys 70, les formes corbes van començar a aparèixer al seu repertori.
En les seves obres més recents, Kelly ha destil·lat la seva paleta i ha introduït noves formes: totes les seves obres comencen amb una tela rectangular que va cobrint amb diverses capes de pintura blanca per posteriorment cobrir amb una altra tela, la qual té una forma determinada i sovint és pintada de negre.
El 2000 li fou concedit al Meiji Memorial Hall de Tòquio (Japó), el premi Praemium Imperiale.

## Escultures de Kelly a Barcelona
A Barcelona hi ha obres destacades d’Ellsworth Kelly.
L’any 1987 es van col·locar un monòlit al final de la rampa d'accés del Parc de la Creueta del Coll. La base de la peça d'acer corten, anomenada Tòtem, resulta més petita que la part superior.
Al mateix any, al barri de la Sagrera, es van condicionar la plaça del General Moragues al costat del pont de Bac de Roda aportant-hi dues peces de Kelly: un monòlit i un diedre. El monòlit, de 15 m d’alçada i fet d’acer inoxidable, destaca per les seves línies verticals amb una lleugera corba mentre el diedre d'acer cotten té forma d'aleta.

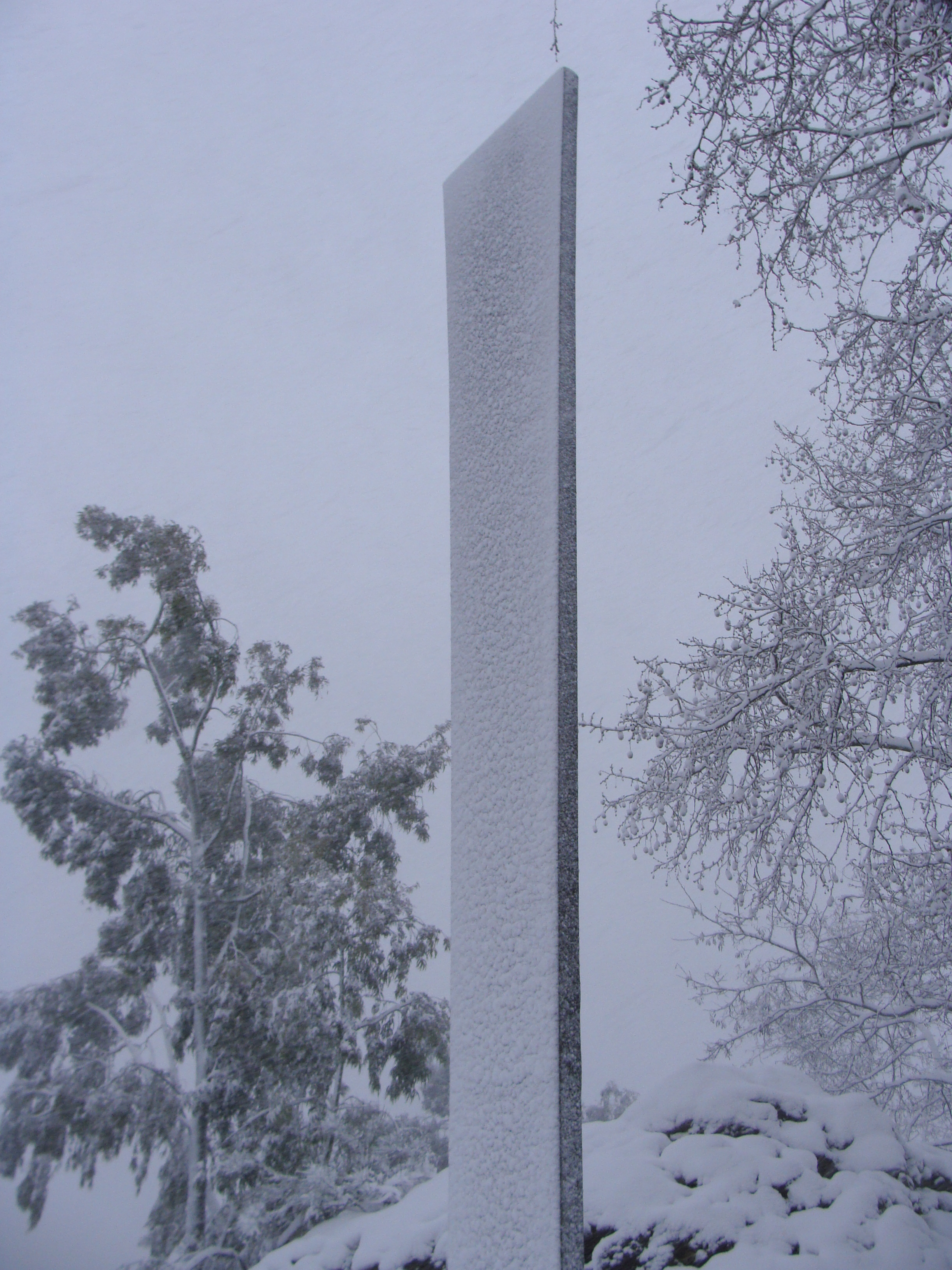
Monòlit al Parc de la Creueta del Coll
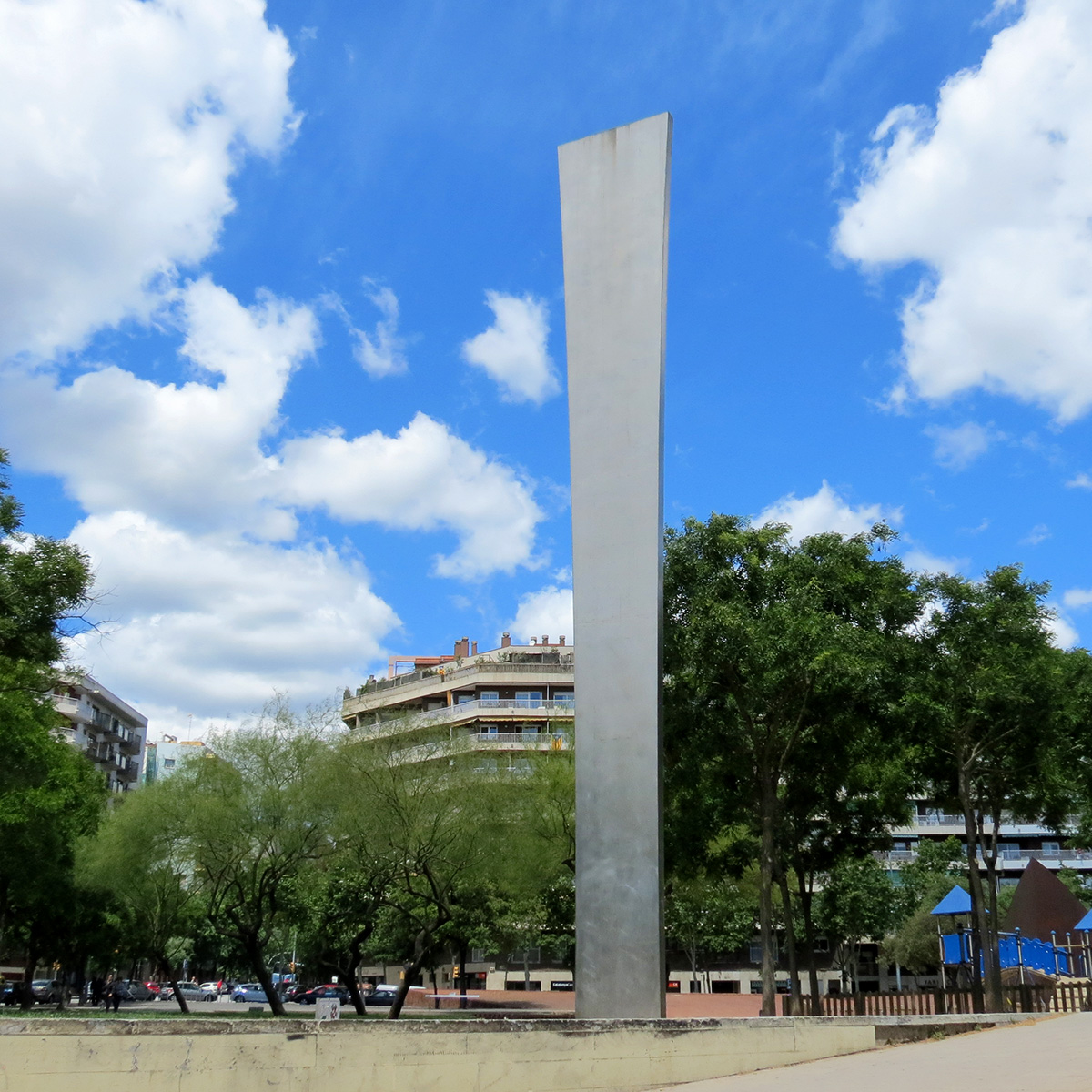
Monòlit a la plaça del General Moragues
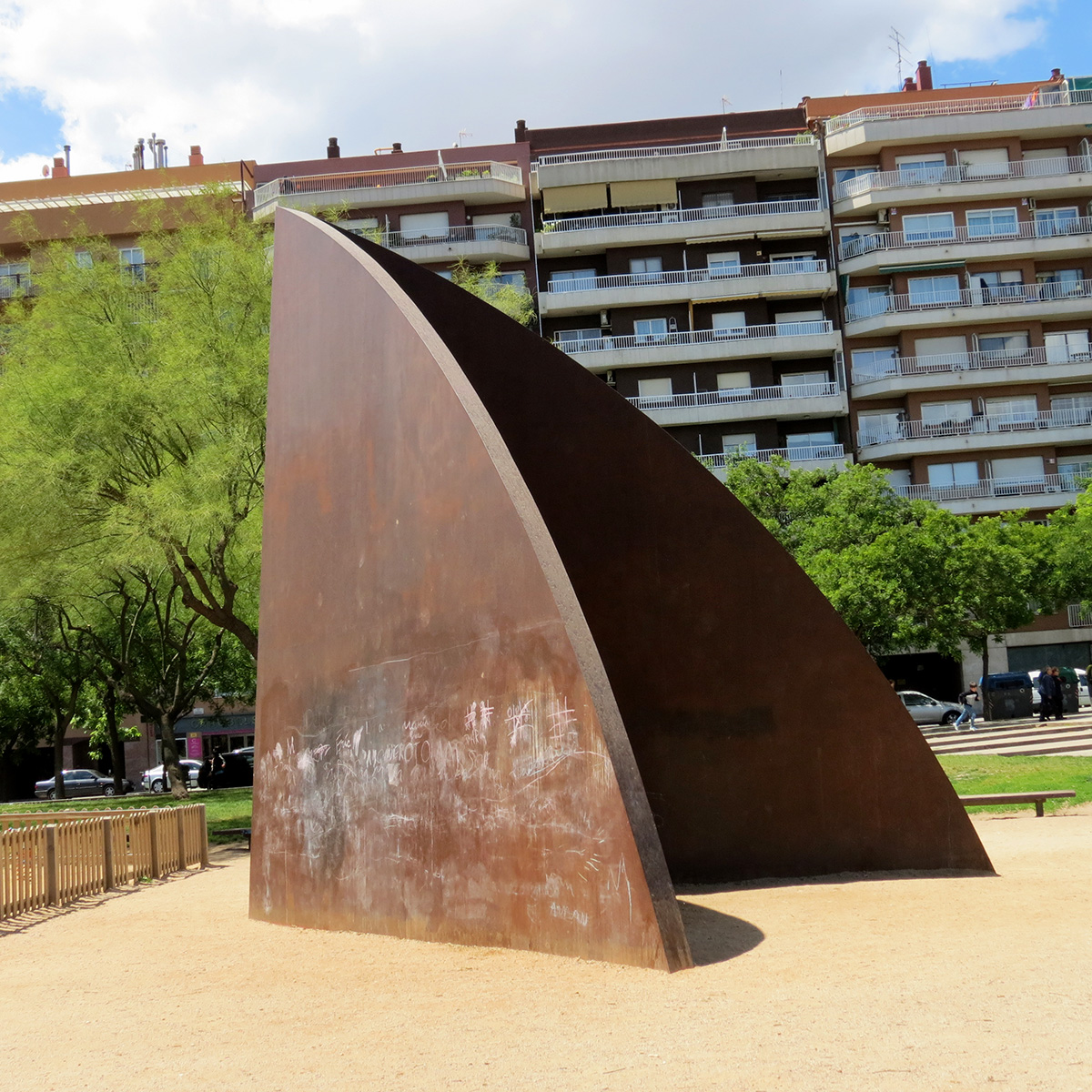
Diedre a la plaça del General Moragues